# Дворак, Кристиан
Кристиан Дворак (англ. Christian Dvorak; 2 февраля 1996, Палос, Иллинойс, США) — американский профессиональный хоккеист, нападающий клуба НХЛ «Филадельфия Флайерз».

## Карьера
Свою юниорскую карьеру Дворак начал в «Чикаго Стил» из USHL, однако в 2013 году решил переехать в «Лондон Найтс» из OHL.
По окончании сезона 2013/14 Кристиан был выбран на драфте НХЛ 2014 года во 2-м раунде под общим 58-м номером клубом «Аризона Койотис».
Сезон 2014/15 стал для Дворака прорывным, в нём он набрал 109 очков в 66 матчах, уступив по этому показателю лишь вундеркинду Митчу Марнеру. 18 апреля 2015 года он подписал трёхлетний контракт новичка с «койотами».
В сезоне 2015/16 Кристиан был назначен на должность альтернативного капитана в «Лондон Найтс», разделив её с одноклубником Митчем Марнером. Весь этот сезон он играл в 1 звене с Мэттью Ткачуком и Митчем Марнером, набрав 121 очко по системе гол+пас, став лучшим по этому показателю в своей команде. Он завершил свою юниорскую карьеру на мажорной ноте, выиграв вместе с «рыцарями» Мемориальный кубок.
3 ноября 2016 года Кристиан забил свой первый гол в карьере НХЛ в матче против «Нэшвилл Предаторз», также в той игре он отдал голевую передачу на Энтони Дюклера.
9 августа 2018 года Дворак подписал шестилетний контракт с «Койотис» на сумму 26,7 млн долларов.
Кристиан пропустил практически весь сезон 2018/19 из-за травмы грудной мышцы.